# أحمد البوهالي
أحمد البوهالي هو أكاديمي وفقيه تونسي، يشغل منصب وزير الشؤون الدينية في تونس منذ 25 أغسطس 2024. يُعتبر من أبرز الأكاديميين المتخصصين في الفقه وعلومه في تونس.

## السيرة الذاتية

### النشأة والتعليم
وُلد أحمد البوهالي في 26 مارس 1965، وهو متزوج وله ثلاثة أطفال (ولدان وبنت). تلقى تعليمه الأساسي والثانوي في المدرسة الصادقية بتونس حيث حصل على شهادة البكالوريا في الآداب عام 1985.
تخرّج من كليّة الشريعة وأصول الدين بجامعة الزيتونة عام 1989 بأستاذية في العلوم الإسلامية تخصص "الفقه والسياسة الشرعية".
واصل تعليمه العالي في المعهد العالي لأصول الدين حيث حصل على:
- شهادة الماجستير في العلوم الإسلامية (2007-2010) بتقدير "حسن جداً"
- شهادة الدكتوراه في العلوم الإسلامية (2010-2014) بتقدير "مشرف جداً"
- شهادة التأهيل الجامعي في العلوم الإسلامية (2014-2017)

## المسيرة المهنية[4]
بدأ البوهالي مسيرته المهنية في نوفمبر 1989 بوزارة الشؤون الدينية واعظًا جهويًا مكلّفًا بالتفقد، وشغل هذا المنصب في عدة ولايات: الكافـ تونس ومنوبة
انتقل للعمل الأكاديمي بالمعهد العالي للحضارة الإسلامية بجامعة الزيتونة حيث تدرّج في المناصب:
- أستاذ مساعد (سبتمبر 2014 - يونيو 2018)
- أستاذ محاضر (يونيو 2018 - أغسطس 2024)
- رئيس قسم الفقه وأصوله بالمعهد الأعلى للحضارة الإسلامية (ديسمبر 2020 - أغسطس 2024)

عُيّن وزيراً للشؤون الدينية في 25 أغسطس 2024.

## الأوسمة والتكريمات
حصل على وسام الاستحقاق الثقافي من رئاسة الجمهورية التونسية في أبريل 2008.

## الإنتاج العلمي
له العديد من المؤلّفات الأكاديمية والمقالات العلمية، بالإضافة إلى مشاركات في الندوات المحلية والدولية.